# Jorat-Menthue
Jorat-Menthue är en kommun i distriktet Gros-de-Vaud i kantonen Vaud, Schweiz. Kommunen har 1 556 invånare (2023).
Kommunen bildades 1 juli 2011 genom en sammanslagning av kommunerna Montaubion-Chardonney, Peney-le-Jorat, Sottens, Villars-Mendraz och Villars-Tiercelin.